# Массовые убийства в Сисаке
Массовые убийства в Сисаке (хорв. Ubojstva Srba u Sisku, серб. Убиства Срба у Сиску) — преступления против гражданских лиц, большинство из которых были сербами, совершенные в городе Сисаке в 1991—1992 годах. Всего в списках погибших и пропавших без вести значатся имена 611 человек, из которых 595 сербов, 14 хорватов и 2 боснийцев-мусульман. Из общего числа жертв 120 женщины.
Первые инциденты в Сисаке начали происходить уже летом 1991, а участились с сентября того же года. Людей арестовывали на работе или по месту жительства и уводили в неизвестном направлении. Часть из них позднее были найдены мертвыми. Это привело к потоку сербских беженцев из города. По сообщениям ряда журналистов, о событиях в Сисаке знало хорватское руководство во главе с президентом Франьо Туджманом.
Хорватский жупанийский суд за совершение военных преступлений против гражданских лиц приговорил бывшего полицейского Ивицу Мирича к 9 годам тюремного заключения. Также продолжается расследование в отношении других подозреваемых по этому делу.